# Cyclosa ginnaga

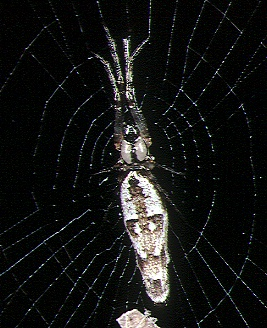
Vrouwtje

Cyclosa ginnaga là một loài nhện trong họ Araneidae.
Loài này thuộc chi Cyclosa. Cyclosa ginnaga được Takeo Yaginuma miêu tả năm 1959.

## Hình ảnh

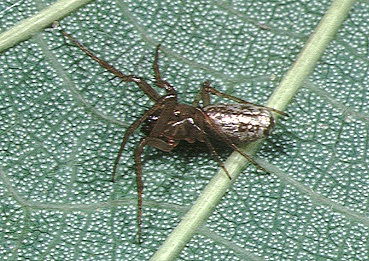